# David Horner
David Murray Horner , AM , FASSA (nascido em 12 de março de 1948) é um historiador e acadêmico militar australiano.

## Início da vida e carreira militar
Horner nasceu em Adelaide , Austrália do Sul, em 12 de março de 1948.  Ele foi criado em uma residência militar - seu pai, Murray Horner, serviu na Nova Guiné durante a Segunda Guerra Mundial e depois se juntou às Forças Armadas Cidadãs - e se juntou ao Exército Australiano após concluir a escola em 1966.  Ao se formar no Royal Military College, Duntroon em 1969, foi comissionado como tenente no Royal Australian Infantry Corps .  Em 1971, Horner serviu uma turnê de oito meses no Vietnã como comandante de pelotão no 3º Batalhão do Royal Australian Regiment .  Foi bolsista visitante do Departamento de História da Academia Australiana das Forças de Defesa, de 1985 a 1988, e membro do corpo diretivo da Joint Staff College, em 1988 a 1990.  Horner se aposentou do exército em tempo integral em 1991, ganhando uma posição na Universidade Nacional Australiana (ANU) e transferido para a Reserva do Exército Australiano , com a qual serviu por mais de uma década.  Ele foi o comandante inaugural do Centro de Estudos de Guerra Terrestre (1998-2002) e se aposentou com o posto de coronel .
Horner tem um Diploma de Estudos Militares de Duntroon, um Master of Arts (Honras) da Universidade de New South Wales , e se formou com um Doutor em Filosofia pela ANU em 1980.  Sua tese de doutorado, supervisionado por Robert J. O'Neill e concluída enquanto uma porção maior no exército, em causa australiano e Allied estratégia na Guerra do Pacífico e formou a base para o seu segundo livro, Alto Comando: Austrália e Estratégia Allied, 1939- 1945 (1982).

## Historiador e acadêmico
Horner foi nomeado para um cargo no Centro de Estudos Estratégicos e de Defesa da ANU em 1990.  Em 1998, ele foi descrito como "um dos historiadores militares mais respeitados da Austrália", e em 1999 tornou-se professor de História Australiana de Defesa na Escola de Pesquisa de Estudos Asiáticos e do Pacífico da ANU (mais tarde a Coral Bell School of Asia Pacific Affairs ) ; um papel que ele atuou até 2014.
Em 2004, Horner foi nomeado o historiador oficial e editor geral da História Oficial das Operações Australianas de Manutenção da Paz, Humanitária e Pós-Guerra Fria , uma história de seis volumes cobrindo o envolvimento da Austrália em operações internacionais de paz de 1947 a 2006.  Horner foi o autor ou co-autor do segundo e terceiro volumes: Austrália e a 'Nova Ordem Mundial' (2011) e, com John Connor, O Bom Cidadão Internacional (2014).  Uma equipe liderada por Horner também ganhou um concurso para escrever a história oficial da Organização Australiana de Inteligência de Segurança (ASIO).  A série de três volumes, que traça os primeiros quarenta anos da história da ASIO de 1949 a 1989, foi liderada por The Spy Catchers (2014), de Horner. Os anos de protesto de John Blaxland seguiram em 2015, e The Secret Cold War de Blaxland e Rhys Crawley em 2016. Os Caçadores de Espiões ganharam conjuntamente o Prêmio Literário de História Australiana do Primeiro Ministro , foi o único vencedor do Prêmio de Livro do Ano de Inteligência do Hotel de St Ermin e foi incluído na lista longa do Conselho para o Prêmio de Ciências Humanas, Artes e Ciências Sociais da Austrália. em 2015.  Horner também realizou um estudo de viabilidade em 2012 sobre o que eventualmente se tornou a História Oficial das Operações Australianas no Iraque e no Afeganistão, e Operações Australianas de Manutenção da Paz em Timor Leste .
Horner escreveu ou editou 32 livros e mais de 75 artigos de periódicos, relatórios e capítulos em livros.  Em 2009, ele foi nomeado membro da Ordem da Austrália por seu "serviço ao ensino superior na área da história e patrimônio militar australiano como pesquisador, autor e acadêmico".  Horner se aposentou da academia em tempo integral em 2014 e foi nomeado professor emérito da ANU.  Ele foi feito um membro da Academia de Ciências Sociais na Austrália em 2015.

### Livros editados
- Horner; O'Neill (eds.). New Directions in Strategic Thinking. [S.l.: s.n.] ISBN 0043550134
- Horner; O'Neill (eds.). Australian Defence Policy for the 1980s. [S.l.: s.n.] ISBN 0702217816
- Horner (ed.). The Commanders: Australian Military Leadership in the Twentieth Century. [S.l.: s.n.] ISBN 9780868614960
- Horner (ed.). Australian Higher Command in the Vietnam War. [S.l.: s.n.] ISBN 0867848936
- Horner (ed.). Duty First: The Royal Australian Regiment in War and Peace. [S.l.: s.n.] ISBN 9780044422273 Horner (ed.). Duty First: The Royal Australian Regiment in War and Peace. [S.l.: s.n.] ISBN 9780044422273 Horner (ed.). Duty First: The Royal Australian Regiment in War and Peace. [S.l.: s.n.] ISBN 9780044422273 Horner (ed.). Duty First: The Royal Australian Regiment in War and Peace. [S.l.: s.n.] ISBN 9780044422273
  - Horner; Bou (eds.). Duty First: A History of the Royal Australian Regiment. [S.l.: s.n.] ISBN 9780044422273
- Horner (ed.). Reshaping the Australian Army: Challenges for the 1990s. [S.l.: s.n.] ISBN 0731511921
- Horner; Ball (eds.). Strategic Studies in a Changing World: Global, Regional and Australian Perspectives. [S.l.: s.n.] ISBN 0731513711
- Horner; Penglase (eds.). When the War Came to Australia: Memories of the Second World War. [S.l.: s.n.] ISBN 1863733205
- Horner (ed.). The Army and the Future: Land Forces in Australia and South-East Asia. [S.l.: s.n.] ISBN 0644290048
- Horner (ed.). The Battles That Shaped Australia: The Australian's Anniversary Essays. Col: The Australian Series. [S.l.: s.n.] ISBN 9781863737043
- Horner (ed.). Armies and Nation-Building: Past Experience – Future Prospects. [S.l.: s.n.] ISBN 0731523008
- Horner (ed.). SAS Phantoms of War: A History of the Special Air Service. [S.l.: s.n.] ISBN 9781865086477
- Horner (ed.). Australia's Strategic Involvement in the Middle East: An Overview. [S.l.: s.n.] ISBN 9789948006657
- Horner; Londey; Bou (eds.). Australian Peacekeeping: Sixty Years in the Field. [S.l.: s.n.] ISBN 9780521516068